# بخش بروش کریک (شهرستان ماسکینگوم، اوهایو)
بخش بروش کریک (به انگلیسی: Brush Creek Township) یک منطقهٔ مسکونی در ایالات متحده آمریکا است که در شهرستان ماسکینگام، اوهایو واقع شده‌است.
 بخش بروش کریک ۷۸٫۸ کیلومتر مربع مساحت و ۱٬۳۷۵ نفر جمعیت دارد و ۲۱۹ متر بالاتر از سطح دریا واقع شده‌است.